# Турбо пацан
«Турбо пацан» (англ. Turbo Kid) — канадо-новозеландский постапокалиптический комедийный боевик 2015 года режиссёров Франсуа Симара, Ануки Висселль и Йоанн-Карла Висселля. Премьера состоялась 26 января 2015 года на кинофестивале «Сандэнс». Фильм получил премию «Сатурн», а также множество наград различных региональных фестивалей.

## Сюжет
Альтернативный 1997 год. Человеческое общество пережило некий глобальный кризис. Выжившие люди вынуждены бороться за единственную ценность — питьевую воду. Фильм повествует о парне-подростке, который живёт в одиночестве в бункере в месте, называемом «Пустошь». На этой территории правит деспотичный головорез по имени Зевс, который обладает устройством, способным выжимать из людей воду. Всё своё время парень занят лишь тем, что лазит по различным развалинам в поисках чего-нибудь ценного, а свои находки он выменивает у старьёвщика на питьевую воду. Однажды пацан, сидя на пустыре на детской площадке и читая комиксы про Турбо гонщика, встречает девушку по имени Эппл. Парень пугается её странного поведения и агрессивных попыток подружиться. Он прячется от неё в своём бункере, но девушке удаётся проникнуть и туда.
Пацан учит Эппл правилам выживания в пустоши, а также находит ей шлем и оружие. Во время их совместной вылазки Эппл похищают люди Зевса, парню же удаётся спастись. Прячась, он случайно находит останки настоящего Турбо гонщика. Пацан примеряет на себя его костюм и снаряжение в виде супер оружия. Теперь, став Турбо пацаном, он отправляется в логово Зевса для спасения Эппл. В это время Фредерик, ковбой и чемпион по армрестлингу, попадает в плен к Зевсу, когда пытается спасти своего брата. Зевс бросает Фредерика к Эппл на арену, где они должны сражаться за свою жизнь, иначе будут переработаны в воду. В это время здесь появляется Турбо пацан, у которого однако не получается использовать своё супер оружие из-за низкого заряда батареи. Таким образом, его также бросают на арену. Сообща Фредерик, Эппл и пацан одолевают людей Зевса.
После того как Эппл удаётся пережить выстрел, пацан обнаруживает, что она робот. Эппл успокаивает его, объясняя, что она добрый робот. Тем не менее, у неё повреждены внутренние механизмы и через некоторое время, когда закончатся все сердечки, она выключится. Парень отправляется к старьёвщику за необходимыми деталями. Старьёвщик советует искать нужные детали на кладбище роботов. В это время люди Зевса отправляются в погоню за пацаном и Эппл. Скелетрон, один из главных приближённых Зевса, обезглавливает девушку-робота. Пацан же оказывается без сознания на токсичном кладбище роботов, однако прежде он успевает присоединить голову Эппл к другому телу. Парня вытаскивает оттуда Фредерик, который оказался там случайно, когда искал для себя новую руку и какое-нибудь оружие. Фредерик нашёл на кладбище турбо-мега-бластер.
По пути они встречают Скелетрона, а затем самого Зевса и всю банду. Пацан как раз вспоминает, что Зевс это тот человек, который убил его родителей, когда он был ещё ребёнком. В это время Фредерик запускает таймер на турбо-мега-бластере. Ожидая взрыва, Фредерик и Турбо пацан вступают в бой с головорезами Зевса, а позже к ним присоединяется и включившаяся и нашедшая их Эппл. Турбо пацан использует против Зевса супер оружие своего костюма, но оно не причиняет тому вреда, поскольку Зевс оказывается роботом. Турбо пацану всё же удаётся уничтожить Зевса при помощи турбо-мега-бластера. Происходит сильный взрыв. Эппл спасает пацана, закрыв его своим телом, но погибает сама. В результате взрыва в земле образуется трещина, из которой поднимается огромный фонтан пресной воды.
После того как пацан хоронит Эппл, он решает покинуть эти места и отправиться исследовать другую сторону пустоши.

## В ролях
- Манро Чэмберс — пацан
- Лоранс Лебёф[англ.] — Эппл
- Майкл Айронсайд — Зевс
- Эдвин Райт — Скелетрон
- Аарон Джеффри[англ.] — Фредерик
- Романо Орзари — старьёвщик Багу
- Орфи Ладосье — охранница
- Ив Корбелл[англ.] — Турбо генерал
- Ивэн Манукян — пацан в детстве
- Анук Висселль — мама
- Франсуа Симар — папа

## Приём
На Rotten Tomatoes фильм имеет рейтинг свежести 91 % на основе 55 рецензий. Общий вывод гласит: «Этот фильм — ностальгическая ода детским фильмам прошлых лет. „Турбо пацан“ смотрит на прошлое через призму развлекательного — хотя и удивительно кровавого — постмодернистского объектива». На Metacritic у фильма рейтинг 60 баллов из 100 на основе 6 рецензий.
Саймон Абрамс с сайта RogerEbert.com поставил фильму две звезды из четырёх, заявив: «„Турбо пацан“ мог бы быть фильмом для взрослых, если бы не его инфантильный винтажный фетиш, который делает его милым приключенческим фильмом». Сайт Consequence of Sound поставил фильму B+, отметив что «„Турбо пацан“ отражает безумно дисгармоничные мечты любого начинающего любителя фильмов, создавая одну из самых смешных работ в песочнице кинематографа, сделанных на сегодняшний день». Сайт We Got This Covered поставил фильму четыре звезды из пяти, заметив что «„Турбо пацан“ — волшебный опыт, который нельзя пропустить, это как мультфильм в субботу утром, превратившийся в апокалипсический лихорадочный сон из восьмидесятых. Потрясающий визуальный шедевр, который по-другому определил смысл фразы „малобюджетный кинематограф“». Dread Central дали фильму пять из пяти звёзд, сказав: «Забавный, кровавый, чрезвычайно приятный и, самое важное, пропитанный духом „Турбо пацан“ — это дикий успех. Все создатели должны в полной мере гордиться собой». Обозреватель Bloody Disgusting в заключительном слове отметил: «Несомненно „Турбо пацан“ — это настоящий взрыв, и он заслуживает всей той любви и похвалы, которыми его наградили! Я полюбил каждую его секунду, и это один из тех фильмов, которые я готов смотреть снова и снова».

## Продолжение
28 сентября 2016 года было официально объявлено, что у фильма будет продолжение. В это же время на YouTube-канале группы Le Matos (работали на саундтреком для оригинального фильма) появился видеоклип на трек «No Tomorrow». Сюжет видео представляет собой предысторию фильма «Турбо пацан».